# Condado de Clare
O Condado de Clare (An Clár em irlandês) é um condado da República da Irlanda, na província de Munster, no oeste do país. A capital é  Ennis, e o condado é parte da bacia do rio Shannon, contendo o Aeroporto de Shannon. Em 2022, sua população era de aproximadamente 128 mil pessoas.
Os condados vizinhos de Clare são Galway a norte, Tipperary a leste, Limerick a sul, Kerry a sudoeste e o Oceano Atlântico a oeste e norte.